# Медаль Столетия (Австралия)
Медаль Столетия (англ. Centenary Medal) — государственная памятная награда Австралийского Союза.

## История
Медаль Столетия учреждена правительством Австралии в ознаменование 100-летнего юбилея преобразования Австралии в федеративное государство. Медаль официально учреждена 14 февраля 2001 года и представлена премьер-министром Австралии 28 декабря 2001 года как вознаграждение для граждан и жителей Австралии, имевших в истёкшее столетие большие заслуги перед австралийским обществом и правительством, «заложивших прочную основу для будущего страны».
Медаль «автоматически» присуждалась долгожителям Австралии, родившимся до 31 декабря 1901 года и живым после 1 января 2001 года.
Также медалью награждались государственные и судебные чиновники во время празднования юбилея.
Представления к награждению медалью от федерального правительства, правительств австралийских штатов и территорий направлялись в специально образованный совет для рассмотрения и одобрения. Всего было представлено 17 000 кандидатур, из которых утверждено было 15 464, в том числе 1400 столетних долгожителей. Некоторые награждения были произведены посмертно.
Рассмотрение кандидатур и подготовка к награждению затянулись до весны 2003 года.
Дальнейшее награждение медалью не предусмотрено, исключение может быть сделано только для не учтённых в своё время долгожителей, объявивших о себе. На 30 января 2015 года значилось 15 843 награждённых.

## Описание
Дизайн медали разработан в Balarinji Design Studio из Сиднея.
Медаль круглая в виде диска с буртиком. С лицевой стороны изображена семиконечная «звезда Содружества» с гладкими двугранными лучами, из которых шесть лучей символизируют шесть штатов Австралии и седьмой луч — австралийские территории. На центр звезды наложен круглый медальон с широким ободком, в центре которого стилизованное под туземные рисунки изображение спирали, символизирующее в традиции аборигенов Австралии «сердце» континента. На ободке — надписи «CENTERARY OF FEDERATION» и «1901 — 2001», разделённые точками.
С оборотной стороны диска — контурное изображение семиконечной звезды, имеющей в центре чистый круг, на котором гравируется имя награждённого. Поверх лучей звезды по окружности — надпись «FOR CONTRIBUTION MADE TO AUSTRALIAN SOCIETY».
Вдоль буртика с обеих сторон изображено по сто точек, символизирующих 100 лет федеративной Австралии.
В верхней части диска имеется шарообразное ушко с кольцом для крепления к ленте.
Лента медали синяя с чередующимися четырьмя жёлтыми (золотыми) и тремя алыми узкими полосками по центру.
Для повседневного ношения предусмотрена миниатюра медали, а также значок с изображением спирали.